# Jessica Rawson
Dame Jessica Rawson (20 de gener de 1943) és una historiadora de l'art britànica, acadèmica i conservadora de museu especialitzada en art xinès. Treballà durant molts anys al Museu Britànic com a conservadora de la secció d'art xinès. També havia estat cap de Merton College a la universitat d'Oxford entre 1994 i 2010, any que es jubilà. També fou vice-rectora a la universitat d'Oxford entre 2006 i 2012.

## Biografia
Jessica Rawson es formà a la Saint Paul Girl's School a Hammersmith (Londres). Estudià a New Hall, de la universitat de Cambridge i a la universitat de Londres on s'especialitzà en estudis xinesos i, en particular, en la visió cosmològica de la dinastia Han i la relació d'aquesta amb el món funerari, les tombes i la decoració d'aquestes.
Entre 1976 i 1994 treballà primer com a adjunta de conservació al departament d'antiguitats orientals del British Museum i, amb el temps, com a conservadora al mateix departament. Ha estat la comissària d'algunes exposicions sobre Xina a l'antiguitat de gran importància, entre les quals destaquen China: The Three Emperors en col·laboració amb Frances Wood, que tingué lloc al Royal Academy of Arts de Londres entre 2005 i 2006. Entre 1994 i 2010 fou cap del Merton College (Universitat d'Oxford) i, entre 2006 i 2011, com a vice-cancellera de la mateixa universitat.
Entre 2011 i 2016, Rawson liderà el projecte, China and Inner Asia: Interactions Which Changed China (1000-200 BC), de la Universitat d'Oxford, subvencionat per Leverhulme Trust i Mei Jiajun com a col·laborador. A través d'aquest exploraren les relacions entre Xina en l'antiguitat i els pobles de l'estepa, posant un èmfasi major en els provinents del nord i el nord-oest.
Des del 2015 treballa en un nou projecte, Flow of Ancient Metals across Eurasia (FLAME), on s'investiguen les connexions del món xinès amb l'Àsia central i, especialment, amb els pobles nòmades de l'estepa. L'èmfasi està posat en la cultura material xinesa com a evidències per a explicar el sistema d'idees religioses i creençes, així com el desenvolupament i funcions dels ornaments a Eurasia. Aquest projecte té la seu al Research Laboratory for Art History and Archaeology de la universitat d'Oxford, i està vinculat també al European Research Council.

## Premis
Rawson és membre de la British Academy, membre del Scholars' Council of the Kluge Center a la biblioteca del congrès, així com membre de l'Art Fund's Advisory Council. Entre d'altres, el 1994 fou condecorada com a Commander of the Order of the British Empire (CBE) i, el 2002, se li atorgà el rang de Dame Commander of the Order of the British Empire (DBE), com a reconeixement a la seva vida dedicada al servei dels estudis asiàtics.
El 2012 Jessica Rawson fou escollida membre de l'American Academy of Arts and Sciences, en condició de membre honorari estranger.
El maig de 2017 se li atorgà la medalla Charles Lang Freer en reconeixement de tota la seva trajectòria i dedicació a l'estudi de l'art i arqueologia xineses.

## Publicacions
- Chinese pots 7th-13th century AD (1977) Londres: British Museum Publications.
- Ancient China, art and archaeology (1980) Londres: British Museum Publications.
- The Chinese Bronzes of Yunnan (1983) Londres i Beijing: Sidgwick and Jackson.
- Chinese ornament: The lotus and the dragon (1984) Londres: British Museum Publications
- Chinese bronzes: Art and ritual (1987) Londres: Published for the Trustees of the British Museum in association with the Sainsbury Centre for Visual Arts, University of East Anglia.
- Chinese jade from the Neolithic to the Qing (1995) Londres: British Museum Press.
- Mysteries of Ancient China (1996) Londres: British Museum Press.
- China: The Three Emperors, 1662-1795 (2005) Londres: Royal Academy of Arts.
- The British Museum Book of Chinese Art. 2a edició.  British Museum Press, 2007.
- «Miniature Bronzes from Western Zhou tombs at Baoji in Shaanxi Province». A: Radiance between Bronzes and Jades—Archaeology, Art and Culture of the Shang and Zhou Dynasties.  Taipei: Institute of History and Philology, Academia Sinica, 2013, p. 23–66..
- «Ordering the exotic: ritual practices in the Late Western and Early Eastern Zhou». Artibus Asiae, 73, 1, 2013, pàg. 5–76.
- «Shimao and Erlitou: new perspectives on the origins of the bronze industry in central China». Antiquity, 91, 355, 2017. DOI: 10.15184/aqy.2016.234.